# 津巴布韦国徽
津巴布韋國徽啟用於1981年9月21日。為盾徽，上方繪有水紋，下方綠地，繪有大津巴布韋遺址。花環上有津巴布韋鳥，位於紅色五角星之前。盾後有交叉的鋤頭和步槍，兩側由捻角羚扶持。下方的黃土地有小麥、圓木、棉花和玉米。綬帶書有國家格言「統一、自由、勞動」。